# Stazione di Rotterdam Stadion
Rotterdam Stadion, è una stazione ferroviaria passante di superficie sulla linea ferroviaria Breda-Rotterdam nella città di Rotterdam, Paesi Bassi. La stazione ha 15 binari ma solo due sono per il servizio passeggeri, gli altri sono dedicati allo stazionamento o al transito dei treni. Situata nei pressi dello Stadion Feijenoord, effettua servizio passeggeri solo in occasione di eventi sportivi o altre manifestazioni pubbliche. La stazione è stata inaugurata nel 1937 insieme allo stadio.